# Condado de Columbia (Washington)
O Condado de Columbia é um dos 39 condados do Estado americano de Washington. A sede de condado é Dayton, e sua maior cidade é Dayton. O condado possui uma área de 2,262 km², uma população de 4,064 habitantes, e uma densidade populacional de 2 hab/km² (segundo o censo nacional de 2000).